# Harperocallis flava
Espèce

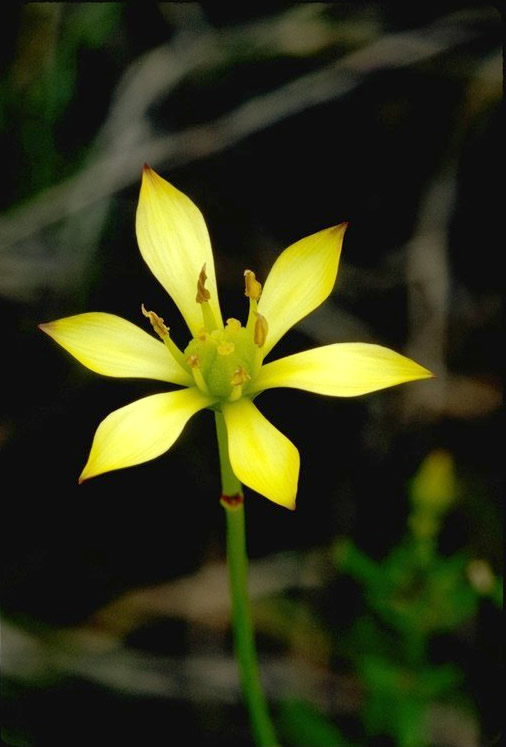

Harperocallis flava est une espèce de plantes monocotylédones de la famille des Tofieldiaceae. 

## Répartition
Son aire de répartition indigène est le Nord-Ouest de la Floride. C'est une plante vivace qui pousse principalement dans le biome subtropical.

## Systématique
Le nom correct complet (avec auteur) de ce taxon est Harperocallis flava McDaniel (d).
Harperocallis flava a pour synonyme :
- Isidrogalvia flava (McDaniel) Remizowa, D.D.Sokoloff, L.M.Campb., D.W.Stev. & Rudall